# Belmont-sur-Vair
Belmont-sur-Vair là một xã, nằm ở tỉnh Vosges trong vùng Grand Est của Pháp. Xã này có diện tích 6,17 km², dân số năm 1999 là 120 người. Xã này nằm ở khu vực có độ cao trung bình 360 m trên mực nước biển.
Dân địa phương tiếng Pháp gọi là Belmontois.

## Hành chính
| Danh sách các xã trưởng                |           |             |      |         |
| Giai đoạn                              | Giai đoạn | Tên         | Đảng | Tư cách |
| tháng 3 2001                           | -         | Henri Bodig |      |         |
| Tất cả các dữ liệu trước đây không rõ. |           |             |      |         |

## Biến động dân số
| 1962                                         | 1968 | 1975 | 1982 | 1990 | 1999 |
| -------------------------------------------- | ---- | ---- | ---- | ---- | ---- |
| 114                                          | 124  | 131  | 172  | 155  | 120  |
| Số liệu từ năm 1962: Dân số không tính trùng |      |      |      |      |      |